# Covibar
La colonia Covibar (nombre derivado de Cooperativa Obrera para la Construcción de Viviendas Baratas) es un barrio situado en el madrileño municipio de Rivas-Vaciamadrid, al sureste de la capital.
Este barrio surgió promovido por la Cooperativa Obrera para la Construcción de Viviendas Baratas, creada en 1978, siendo su ideólogo Armando Rodríguez Vallina, con el apoyo logístico inicial del sindicato CCOO. Está compuesto por más de 4.500 viviendas, que se entregaron en sucesivas fases desde 1983 hasta 1994. La fisonomía del barrio se caracteriza por una densidad de población baja, una tasa de edificación media inferior a las 40 viviendas por hectárea y grandes espacios verdes y comunes de relación vecinal. Los edificios, salvo algunas excepciones, no suelen exceder las 3-4 alturas, son bloques bastante similares y guardan en común las fachadas de ladrillo de arcilla. Una parte de los bajos de los edificios son espacios comerciales que forman parte de la propiedad patrimonial de la Cooperativa, que se arriendan, destinando sus rendimientos al desarrollo del Proyecto Social de Covibar. Actualmente el barrio de Covibar cuenta aproximadamente con 16.000 habitantes.
A pesar de que el proyecto inicial de construcción finalizó en 1994, la Cooperativa Covibar no desapareció. Comenzó entonces el desarrollo de un proyecto social, centrado en el fomento de la cultura, el deporte y el ocio entre los socios de la Cooperativa y todos los ripenses, junto con la conservación y mejora del patrimonio cooperativo y del barrio.
La Cooperativa Covibar representa un reconocido ejemplo de economía social, posible por su modelo de gestión, que permite la autofinanciación necesaria gracias a los rendimientos económicos del patrimonio cooperativo, compuesto principalmente por más de 300 locales comerciales en régimen de alquiler, un centro cívico comercial, un auditorio, un gimnasio, un edificio de apartamentos en alquiler para hijos de socios, un centro social y unas piscinas de verano.

## Ubicación
Se accede al barrio por la autovía A-3 tomando desde Madrid la primera salida posterior al cruce con la M-50. Desde dicha salida se accede a la vía principal del barrio: la avenida de Covibar. También se dispone de la estación de metro de Rivas Urbanizaciones y de varias líneas de autobús interurbano que conectan el barrio y el municipio en general de Rivas-Vaciamadrid con la madrileña plaza de Conde de Casal.
El barrio se encuentra íntegramente ubicado en el término municipal de Rivas-Vaciamadrid desde el año 2005. Anteriormente una parte del barrio se encontraba en el término municipal de Madrid, ya que cuando se construyó el barrio por medio de la cooperativa, no se tuvo en cuenta la delimitación entre ambos municipios y tanto un extremo al noroeste de la avenida Covibar como las viviendas situadas al norte de dicho extremo, se encontraban ubicadas en el término municipal de Madrid. Desde su construcción, los vecinos de dicha zona en torno a la avenida Dolores Ibarruri y las plazas de Blas Infante, Cañada Real, Luis Buñuel, La Regenta, Gabriel Celaya, Clarín, Joan Miró y Castelao, solicitaron la integración de su barrio en el municipio de Rivas-Vaciamadrid. El motivo que alegaban era en primer lugar la falta de seguridad ciudadana, ya que mientras el municipio de Rivas era vigilado por la Guardia Civil, el de Madrid era vigilado por la Policía Nacional, cuya comisaría de referencia se ubicaba en el madrileño barrio de Moratalaz. Esto ocasionaba una importante tardanza de llegada de la policía y por ello en los años 80 hubo una oleada de delincuencia en el barrio que causó gran alarma en la población. A su vez esta parte del barrio pertenecía al distrito municipal madrileño de Vicálvaro, de tal manera que los trámites burocráticos relacionados con el ayuntamiento de Madrid debían realizarse en la junta municipal de dicho distrito, situada a más de 10 kilómetros. Por otra parte los vecinos de la colonia se quejaban de que aunque pagaban sus impuestos en Madrid, éste no les prestaba la totalidad de los servicios públicos, sino que la mayoría de las ocasiones utilizaban los servicios de Rivas mientras el ayuntamiento de Madrid por lejanía tenía serias dificultades para atender la necesidad de los vecinos de la zona.
Durante más de 25 años la zona de Covibar-Madrid perteneció aislada del resto del término municipal de Madrid. Posteriormente la urbanización de la capital se ha ido acercando cada vez más a la zona, pero dado que entre el resto del término municipal de Madrid y la colonia se encuentran la Cañada Real y la autopista de circunvalación M-50, era inviable la futura unión física con el resto de la ciudad y la formación de un continuo urbano entre Madrid y Rivas como si existe entre otras zonas de Madrid con municipios como Pozuelo de Alarcón o Alcobendas. Por este motivo y tras la llegada al poder del alcalde Alberto Ruiz-Gallardón, los ayuntamientos de Madrid y Rivas modificaron por mutuo acuerdo la linde entre ambos municipios. Así pues el ayuntamiento de Madrid cedió al ayuntamiento de Rivas la superficie donde se asienta la zona de Covibar-Madrid y a cambio el ayuntamiento de Rivas cedió a Madrid una superficie similar limítrofe al futuro barrio madrileño de Los Ahijones. Desde entonces toda la colonia Covibar pertenece íntegramente a Rivas-Vaciamadrid.
- Datos: Q5790382